# Intäktsmodell
En intäktsmodell, engelska revenue model, är den del av en affärsmodell som beskriver hur en verksamhet är tänkt att erhålla intäkter från kunder. För massmedier som press eller rörlig bild brukar intäktsmodellen bestå av reklam, produktplacering, försäljning av exemplar, abonnemangsavgift eller en kombination av dessa.

## Exempel på intäktsmodeller
- Webbförsäljning
- Freemium
- Abonnemang
- Affiliatenätverk
- Annonsintäkter
- Lead generation